# Paul Hay du Chastelet
Pour les articles homonymes, voir Hay du Chastelet.
Paul Hay du Chastelet (novembre 1592, Laval - 6 avril 1636), magistrat, orateur et écrivain français, est un conseiller d'État sous Richelieu qui fit partie de la première Académie française (fauteuil 20).

## Biographie

### Origine
Issu  de l'ancienne maison de Hay en Bretagne, il fut d'abord conseiller en 1616, puis avocat général au parlement de Bretagne en 1618, puis maître des requêtes en 1623 et enfin conseiller d'État en 1633. Chargé d'établir le Parlement de Béarn en 1621 à Pau, il exerça, en 1625, l'intendance de la justice dans l'armée royale, commandée par le roi Louis XIII en personne.

### Duels
Magistrat intègre et habile orateur, il employa souvent son éloquence pour tâcher de sauver les victimes de la vengeance du cardinal de Richelieu. Il prit la défense de François de Montmorency-Bouteville condamné pour ses duels à répétition. Ce dernier avait, malgré de récents édits, ou plutôt à cause même de ces édits, s'était battu avec Des Chapelles, en plein jour, au milieu de la Place-Royale. Hay du Chastelet employa d'abord, dans l'intérêt de son client, les démarches, les sollicitations. N'ayant pas réussi par ce moyen, il fit, en faveur de Boutteville, un mémoire véhément, chaleureux, éloquent, qui parut sous ce titre : Factum pour mess. François de Montmorency, comte de Luz et de Boutteville, et messire François de Rosmadec, comte Des Chapelles.
Ce factum faillit le compromettre à jamais. Richelieu ne supportait pas volontiers, même chez ses meilleurs amis, de tels écarts de conduite. Ayant mandé Du Chastelet, il lui dit que son mémoire était l'apologie d'un crime et semblait condamner la justice du roi. Le roi fait exécuter Boutteville.
Après cet épisode, Du Chastelet fut néanmoins nommé peu de temps après maître des requêtes de l'hôtel du roi. On n'était alors pourvu d'une telle charge que sur la présentation de Richelieu. Ennemi passionné de l'Autriche, il publia divers écrits contre cette puissance, contre les rois, les princes ses alliés ou ses vassaux trop soumis.

### Procès de Marillac
En 1631, Hay du Chastelet est choisi par le roi pour être un des juges du maréchal de Marillac ; mais n'osant pas l'absoudre et ne voulant pas le condamner, il avait eu recours à un expédient assez étrange pour se faire récuser ; il avait répandu dans le public, sous le titre de Prose impie contre les deux frères Marillac une complainte satirique, une satire latine en prose rimée, dont il s'était avoué l'auteur. Aussitôt, les amis de Marillac avaient fait entendre des murmures. Comment un juge désigné pouvait se prononcer contre l'accusé, même avant d'avoir eu sous les yeux le procès-verbal des commissaires instructeurs. L'impartialité de Chastelet, homme de Richelieu était mise en cause. Pellisson veut, à la vérité, que Du Chastelet ait à dessein provoqué ces clameurs, dans l'intérêt bien entendu de Marillac.
Pour Hauréau, il n'en est absolument rien. Quelles que soient les intentions de Hay du Chastelet lorsqu'il composait sa prose rimée, le roi jugea qu'il avait commis en l'écrivant une mauvaise action, et, 3 jours avant le jugement de l'affaire Marillac, la cour est saisie d'une requête du nouveau garde des sceaux contre le sieur Du Chastelet. Il siégeait quand cette requête fut présentée : aussitôt il se leva et se retira de l'assemblée, pour que sa présence ne fût pas un obstacle à la liberté des suffrages. En fait, cette requête était un ordre pour la cour, et Du Chastelet, reconnu coupable d'une grave infraction à ses devoirs de magistrat, est conduit prisonnier, sous l'escorte d'un exempt, au château de Villepreux. Il avait eu l'imprudence d'offenser le roi et son ministre, Du Chastelet fut envoyé pour quelque temps dans une prison d'État.
Il n'y reste pas longtemps, et, quand il revient à la cour, il obtient le pardon du roi Louis XIII. Sa détention n'a pas été longue : en sa prison de Villepreux, il avait fait un mémoire pour la défense du cardinal de Richelieu, et ce dernier n'avait pu laisser sous les verrous l'avocat de sa cause. C'est ce mémoire qui est publié sous le titre suivant : Discours au roi touchant les libelles faits contre le gouvernement de son état. Ces libelles étaient quelques écrits du président Le Coigneux et de divers autres partisans contre l'administration de Richelieu Son Discours obtient les suffrages de Louis XIII et de Richelieu.

### Les relations avec Richelieu
Il donna encore au public, la même année:  l'Innocence justifiée en l'administration des affaires. C'est une nouvelle réponse au président Le Coigneux, qui, dans un manifeste plein de véhémence, avait accusé de divers crimes le gouvernement du cardinal. L'accusation était passionnée et la défense ne l'est pas moins.
Ces écrits avancèrent encore Du Chastelet dans les bonnes grâces de Richelieu. Richelieu aimait à s'entretenir avec du Chastelet dont il goûtait beaucoup l'esprit ; mais comme il se méfiait de la solidité de son jugement, il ne lui donna jamais d'emplois considérables. Il n'était pas utilisé dans les négociations importantes mais dans la défense d'un des actes de l'administration de Richelieu, ou dans le suivi de la trace dissimulée d'un crime d'état. C'est ainsi qu'il lui confia le soin d'instruire le procès de Blaise Rufflet, dit le baron d'Urfé, et de répliquer aux censeurs du jugement rendu contre le maréchal de Marillac.
Hay du Chastelet, dans la plupart de ses ouvrages, est un ardent propagandiste de Richelieu. On lui connaît de nombreux ouvrages en réponse à des libelles dirigés contre ce ministre par des partisans de la reine mère ou de Gaston de France.
On avait publié, sous le titre de Relation, une apologie du maréchal pleine de fiel contre Richelieu. Du Chastelet répondit à ce pamphlet par une apologie du cardinal et une exposition complémentaire des charges diverses qui avaient conduit Marillac sur l'échafaud, dans Observation sur la vie et la condamnation du maréchal de Marillac et sur le libelle intitulé : Relation de ce qui s'est passé au jugement de son procès.
Richelieu l'appelait familièrement son « lévrier »
Un peu avant sa mort, Richelieu fit donner 40 000 écus à Hay du Chastelet/

### Académie française
Son esprit le fit choisir pour être un des premiers membres de l'Académie française, et il fut le premier secrétaire de cette compagnie jusqu'à sa mort.
Il inaugura le vingtième fauteuil de l'Académie française dont il fut le premier secrétaire (1634).

### Ouvrages
C'est en 1635 que parait le principal ouvrage de Du Chastelet. Cet ouvrage a pour titre : Recueil de diverses pièces pour servir à l'histoire. Ces pièces ne sont pas toutes de Paul Du Chastelet, mais c'est lui qui les a recueillies pour en composer ce volume, auquel il a joint une préface que Guy Patin appelle « excellente ».
La même année, 1635, on publiait à Paris, sous le titre de Mercure d'état, ou Recueil de divers discours d'état, un petit volume in-12. Les pièces dont se compose ce Recueil sont de vives déclamations contre la maison d'Autriche; ce sont d'énergiques appels aux princes, aux états d'Italie, jaloux de conquérir ou de maintenir leur liberté. Le catalogue de la Bibliothèque nationale de France attribue ces divers discours à Paul Hay du Chastelet. Il faut ajouter à la liste des opuscules de Paul Du Chastelet une Satire contre la vie de la cour, imprimée sous le nom de Théophile dans un recueil publié par Sercy, et un petit poème avant pour titre : Avis aux absents de la cour.
Matthieu de Morgues, pamphlétaire hostile à Richelieu, n'épargne pas l'injure à l'avocat Hay du Chastelet, au « gaietier » du cardinal. Il reconnaît, toutefois, qu'il faut le compter non parmi les vulgaires flatteurs, mais parmi les ambitieux.

### Famille
Il exerça l'intendance de la justice dans l'armée royale, commandée par Louis XIII en personne. Il est mort durant la campagne de Lorraine, troisième période de la guerre de Trente Ans, où il remplissait les fonctions d'intendant de justice.
Son frère est Daniel Hay du Chastelet, abbé et mathématicien. Son fils est Paul Hay du Chastelet, écrivain avec qui souvent on l'a confondu. De là sont venues des erreurs nombreuses : ainsi, dans certaines bibliographies, les ouvrages du père et ceux du fils sont attribués à un seul auteur : il y en a d'autres où le père est distingué du fils, mais où quelques ouvrages de celui-ci sont improprement attribués à celui-là.

## Publications

### Attribués par certains bibliographes
- Les Entretiens des Champs Élysées (1631)[21];
- La première et la seconde savoisienne, où se voit comme les ducs de Savoie ont usurpé plusieurs Estats appartenans aux Rois de France : Comme les Rois de France en ont plusieurs pour cruels ennemis, voire tous ceux qui ont esté les plus proches dans leur Alliance : Comme l'Église en a receu de grandes offenses : les feintes propositions de Paix qui se faisoient à Paris, Lion, Suze, Pignerol, & ailleurs, pour tromper le Roy, faire perir des Armées, & assubjettir l'Italie, sans moyen de s'y pouvoir oposer ; & par conséquent la nécessité de cette dernière guerre. Plus, une Description-sommaire de tous les Princes de cette Maison, jusques à l'An 1630 (1630)[22] ;

### Ouvrages
- Discours au Roi touchant les libelles faits contre le gouvernement de son état (1631) ;
- Discours sur plusieurs Poincts importans, de l'Estat present des Affaires de France (s.l.n.d.)[23] ;
- L'innocence justifiée en l'administration des affaires adressée au Roy (1631)[24] ;
- Observations sur la vie et la condamnation du maréchal de Marillac et sur le libelle intitulé : Relation de ce qui s'est passé au jugement de son procès en 1633 (1633) ;
- Discours au Roy. Un plaidoyer en faveur de Richelieu.[25] ;
- Discours d'état sur les écrits de ce temps, auquel est faite reponses à plusieurs libelles diffamatoires publiés à Bruxelles par les ennemis de la France (1635) ;
- Recueil de diverses pièces pour servir à l'Histoire (1635, 1643, 1653)[26] ;
- Avis aux absents de la Cour, pièce de cent cinquante vers, contre ceux qui avaient suivi la reine mère à Bruxelles ; on la trouve dans le recueil de Sercy ;
- Satyre contre la vie de la Cour (faussement attribuée à Théophile) ;
- Sature contre un magistrat ;
- Prose impie contre les deux frères Marillac.

Maurice Vignes, professeur de sciences économiques à la Faculté de Dijon (lettre du 8 août 1903) suppose que les Observations sur la vie et la mort du maréchal d'Ornano, parues en 1643, doivent être attribuées à Paul Hay père, mort en 1636, parce que Paul Hay fils dit, dans la préface de son Du Guesclin (1666), que cet ouvrage est son coup d'essai. L'abbé Angot souligne que dans ce cas, il faut encore supposer que le Traité de l'éducation de Mgr le Dauphin paru en 1654, est aussi l'œuvre du père. M. Vignes ajoute que Paul Hay fils eut un frère, d'après une note inscrite par d'Hozier sur son exemplaire de l'Histoire de Du Guesclin, et par cette autre raison, que le privilège de cette histoire est au nom de Paul Hay, chevalier, tandis que le Traité de la politique civile est accordé à Monsieur P. H., marquis de C..

## Sources partielles
- « Paul Hay du Chastelet », dans Louis-Gabriel Michaud, Biographie universelle ancienne et moderne : histoire par ordre alphabétique de la vie publique et privée de tous les hommes avec la collaboration de plus de 300 savants et littérateurs français ou étrangers, 2e édition, 1843-1865 [détail de l’édition]
- « Paul Hay du Chastelet », dans Alphonse-Victor Angot et Ferdinand Gaugain, Dictionnaire historique, topographique et biographique de la Mayenne, Laval, A. Goupil, 1900-1910 [détail des éditions] (BNF 34106789, présentation en ligne)
- Hauréau, Histoire littéraire du Maine, 1871.